# Железопътна линия Долно Езерово – Дебелт
Железопътната линия Долно Езерово – Дебелт е железопътна линия с нормално междурелсие (1435 mm), закрита за редовно движение, използвана за движение на маневрени състави от т.нар. Трета металургична база (днес „Промет стийл“ АД) до гара Долно Езерово, Бургаска област.

## История
През 80-те години на XX век започва изграждането на т.нар. Трета металургична база при Дебелт, Бургаска област. Тя е проектирана за производство на висококачествени стомани и за прокат, но така и не достига своя капацитет. Идеята да се разположи в този район е за да се използва вносна суровина от Русия (тогава СССР) и да се спестят разходите, които дотогава са правени за превоз на руда от Бургас до МК „Кремиковци“.

## Трасе
Първата гара по линията е гара „Вая“, от която започва и километражът на железопътната линия. Гара „Вая“ е свързана чрез две варианти с гара „Долно Езерово“, започващи от двете ѝ гърловини. Дължината им е около 1,6 km, а допустимата скорост по тях е 40 km/h. Именно по тези варианти са допуснати най-малките радиуси на криви по цялата линия (265 m откъм гара „Дружба“ и 350 m откъм РП „Лозово“). Останалата част от земното платно и горното строене на железния път са проектирани за максимална скорост 130 km/h. Положените релси са тип S49 kg/m, с дължина 25 m, пътят е наставов.
Линията се характеризира с много ниска кота терен. На km 2+000 достига около 1,50 m надморска височина. След това достига до 70,91 m на km 11+000 и около гара Дебелт кота терен варира от 0,64 до 1,50 m (km 21+000 до km 23+000). Недостатъка на тези ниски коти (близко до морското равнище) обикновено се съпровождат със слаби почви. Пропаданията личат по цялата дължина на линията, особено в насипите. Слабият терен и високите подпочвени води изискват направата на голям брой изкуствени съоръжения (водостоци и мостове и други изкуствени съоръжения).

## Съоръжения по линията
| вид на водостока        | количество | обща дължина, m |
| ----------------------- | ---------- | --------------- |
| сглобяем водосток 1.0 m | 15         | 15              |
| сглобяем водосток 1.5 m | 13         | 19.5            |
| сглобяем водосток 2.0 m | 10         | 20              |
| плочест водосток 1.0 m  | 3          | 3               |
| тръбен водосток 1.0 m   | 1          | 0.8             |
| Обща дължина            |            | 58.30           |

| вид на съоръжението | km     | дължина, m | обща дължина, m |
| ------------------- | ------ | ---------- | --------------- |
| стоманобетонен мост | 2+272  | 3 х 13.50  | 40.50           |
| жп надлез           | 2+318  | 8.00       | 8.00            |
| естакада            | 2+440  | 120        | 120.00          |
| стоманобетонен мост | 5+675  | 8.00       | 8.00            |
| пътен подлез        | 6+735  | 8.00       | 8.00            |
| стоманобетонен мост | 7+360  | 3 х 12.0   | 36.0            |
| пътен надлез        | 7+975  | 6.00       | 6.00            |
| пътен надлез        | 9+895  | 6.00       | 6.00            |
| стоманобетонен мост | 11+471 | 6.00       | 6.00            |
| пътен надлез        | 14+200 | 6.00       | 6.00            |
| стоманобетонен мост | 17+937 | 3 х 13.50  | 40.50           |
| Обща дължина        |        |            | 285.00          |

## Експлоатация
Фактът, че производствената база не достига капацитета, за който е проектирана предполага, че и железопътната линия, която го обслужва няма да е в по-различно положение. При откриването си през 1988 г. линията е електрифицирана до гара „Вая“, а стълбовете за контактната мрежа са подготвени за цялата дължина. Това така и не се осъществява, а през 90-те години е деелектрифицирана и тази част, на която е поставена. Линията се обслужва само от подвижен състав и персонал на „Промет стийл“ АД.